# 신뤄구

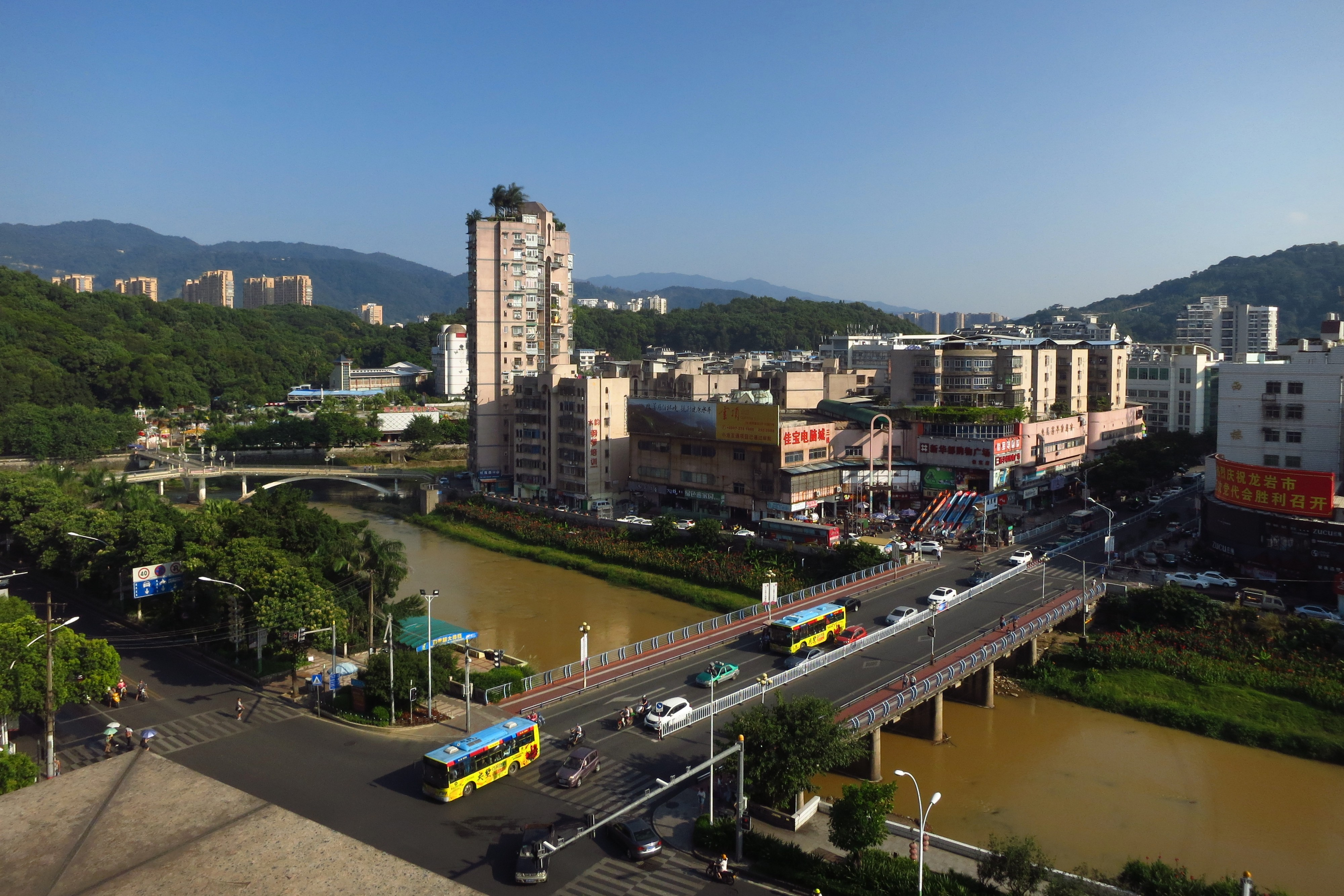

신뤄구(한국어: 신라구, 중국어: 新罗区, 병음: Xīnluó Qū)는 중화인민공화국 푸젠성 룽옌시의 현급 행정구역이다. 넓이는 2685km2이고, 인구는 2007년 기준으로 470,000명이다.
룽옌화가 폭넓게 사용되지만 만다린어는 교육과 업무를 위한 주요 언어이다.

## 기후
연평균 기온은 19.8°C, 연평균 강수량은 1800mm이고 무상기일은 291일이다.

## 행정 구역
9개 가도, 7개 진, 3개 향을 관할한다.
- 가도: 东城街道, 南城街道, 西城街道, 中城街道, 西陂街道, 曹溪街道, 东肖街道, 龙门街道, 铁山街道.
- 진: 红坊镇, 适中镇, 雁石镇, 白沙镇, 万安镇, 大池镇, 小池镇.
- 향: 江山乡, 岩山乡, 苏坂乡.

## 역사 연혁
하상(夏商) 시절 구주(九州)의 하나인 양주(扬州)에 속한 지역이었다고 전하며, 서주(西周) 때에는 칠민(七闽)이라 불린 땅이었다고 알려져 있다.
전국 시대에는 월(越)의 땅이었다. 진(秦)에 이르러서는 민중군(闽中郡)에 속하게 되었다. 한(汉) 영화(永和) 3년(138년) 처음으로 신라현(新罗县)이라는 이름의 현을 세웠다.
진(晋) 태강(太康) 3년(282년) 고초진(苦草镇)을 두면서 이곳을 신라현에 속하게 하였는데, 유송 태시(泰始) 4년(468년) 폐지했다. 양(梁) 대동(大同) 연간(535년－546년) 용계현(龙溪县)에 속하게 했다.
당(唐) 개원(开元) 24년(736년) 다시 신라(新罗, 什罗)현을 두었고, 천보(天宝) 원년(742년) 이름을 용암현(龙岩县)으로 고치고 정주(汀州)에 속하게 하고 강군(汀郡)、장주(漳州)、장주로(漳州路)、장주부(漳州府)에 두었다.
1981년 9월 28일 용암현을 없애고 현급 용암시(龙岩市)를 두었다. 1997년 3월 21일 용암시가 폐지되게 되면서 옛 현급 용암시는 신라구가 폐지됐다.